# Pineta di Fregene
La pineta di Fregene risale al 1666, anno in cui papa Clemente IX ordinò di piantare i pini che tutt'oggi la compongono, con lo scopo di far assorbire l'acqua che stazionava in superficie.
La fortuna della pineta è strettamente correlata all'ascesa della piccola cittadina del litorale laziale. Quando infatti nei primi anni del secondo dopoguerra l'aristocrazia romana elegge Fregene a luogo di villeggiatura, la pineta diviene un punto di ritrovo per gli amanti della bicicletta e dei picnic. A contribuire alla fortuna di questo bosco secolare è stato anche Federico Fellini che, in molti dei suoi capolavori, ne ha mostrato le suggestive immagini. Il 6 agosto 2014, d'altronde, la pineta di Fregene è stata intitolata proprio al maestro de La dolce vita.
Nel 2001, è stata acquisita dal comune di Fiumicino, che ne ha avviato un progetto di recupero. A causa della mancata adozione di adeguate misure di sicurezza, la pineta, nel 2009, è però stata chiusa al pubblico. Solamente nel 2011, dopo i lavori di messa in sicurezza dell'area, tra cui l'abbattimento di 83 pini, la potatura di 580 pini e di 50 lecci e la potatura del piano arbustivo in prossimità delle aree di gioco, la Pineta monumentale è stata riaperta alle passeggiate di turisti e cittadini.
Recenti studi in campo dendroecologico realizzati in collaborazione con l'Università degli studi della Tuscia (DAFNE), hanno rilevato come alcuni esemplari di pino domestico (Pinus pinea L., 1753), campionati in tale pineta, risultino tra più antichi d'Europa raggiungendo i 214 anni di età.  